# Aleksander Girdwoyń
Aleksander Girdwoyń herbu Jastrzębiec (ur. w 1852 w majątku Lisajcie (pow. Telsze na Żmudzi), zm. 1922) – polski ogrodnik, pomolog. Był stryjecznym bratem Michała Ichtiologa i pszczelarza (1841-1924) i Kazimierza inżyniera agrotechnika, specjalisty w dziedzinie melioracji (1843-1926).

## Życiorys
Po uzyskaniu wykształcenia ogólnego w Telszach oddawał się gospodarowaniu w swych folwarkach Lisajcie i Zacisze. Natomiast specjalistyczne wykształcenie ogrodnicze i pomologiczne uzyskał początkowo w szkole ogrodniczej działającej przy Ogrodzie Pomologicznym w Warszawie, a następnie w Prószkowie na (Śląsku Opolskim). Wiedzę praktyczną zdobywał za granicą – w Dreźnie, Berlinie i w Holandii, gdzie przebywał do 1880 roku.
Znalazłszy się w kraju objął stanowisko inspektora Ogrodu Pomologicznego i działającej przy nim Szkoły Ogrodniczej w Warszawie piastując je do 1898. W tym okresie przyczynił się do wykształcenia licznego grona wybitnych specjalistów. Działał zarazem w założonym w 1884 roku Towarzystwie Ogrodniczym Warszawskim będąc przez pewien okres członkiem jego zarządu i wiceprezesem.
Rok 1898 był początkiem jego samodzielnej działalności w dziedzinie sadownictwa a szczególnie szkółkarstwa drzew owocowych. Uruchomił bowiem w podwarszawskim Ożarowie „Zakład Pomologiczny A.Girdwoynia". Szkółka mieściła się w Ołtarzewie na obszarze 36 ha. Na wspomniany Zakład składały się: szkółka drzew owocowych, sad handlowy oraz plantacje warzyw i jagód. Prowadził też w Zakładzie działalność szkoleniową dla praktykantów, w liczbie kilkunastu osób. Rezultatem jego prac było skompletowanie jednego z czołowych - na skalę ogólnopolską - zbiorów odmian drzew owocowych. Kolekcję tę wzbogacił własnymi odmianami takimi, jak np. „Siewka A.Girdwoynia” i „Piękne z Ołtarzewa”. Ogólnokrajowy zasięg miała też jego działalność jako projektanta, założyciela i kierownika wielu gospodarstw sadowniczych dostarczających swe produkty na rynek na obszarach Polski, Litwy, Ukrainy, Rosji. Działalność ta opierała się na materiale pochodzącym ze szkółek drzew owocowych Zakładu Pomologicznego A. Girdwoynia w Ołtarzewie.
Znacznie szerszy charakter miało jego zaangażowanie w działalność społeczno-charytatywną - w Instytucie Moralnej Opieki nad Dziećmi na Mokotowie w ramach Fundacji Skarbka. Z działalnością tą wiązał się jego pomyślny udział w zarządzaniu majątkami tej fundacji (folwarki Ksawerów i Mokotów), które doprowadził do wysokiego poziomu kultury agrarnej i rentowności. Znany jest także jako jeden z „inicjatorów założenia spółdzielni finansowej ogrodników warszawskich wraz z Marcelim Różańskim i Arturem Machlejdem.” Dało to początek Warszawskiemu Bankowi Spółdzielczemu.
Zmarł 24 grudnia 1922. Jego żoną była Maria Kossakowska, z którą miał jedno dziecko - syna Aleksandra.